# Ueli Amstad
Ueli Amstad (* 19. Februar 1959, Bürger von Beckenried) ist ein Schweizer Politiker (SVP). 
Der gelernte Elektromonteur und ehemalige Chefmonteur Netzbau der Städtischen Werke Luzern kam 2002 für die SVP Stans in den Landrat des Kantons Nidwalden und war dort Mitglied der Finanzkommission sowie Präsident der SVP-Landratsfraktion. Von 2003 bis 2008 war er Mitglied im Parteivorstand der SVP Nidwalden. 2008 wurde er im zweiten Wahlgang in den Regierungsrat gewählt und übernahm damit einen Sitz der Christlichdemokratischen Volkspartei.
Ueli Amstad wohnt in Stans, ist verheiratet und hat drei Kinder. Im Militär war er als Oberleutnant der Gebirgsgrenadiere im Gebirgsschützenbataillon 12 und im Divisionsstab der Division 6.